# José María Valdenebro y Cisneros
Don José María Valdenebro y Cisneros (Sevilla, 26 de octubre de 1861-1925) fue un bibliotecario en la Biblioteca Nacional de España, en la Biblioteca Universitaria de Sevilla y en la de Zaragoza. Eminente bibliógrafo y bibliófilo experto y entusiasta, donó su valiosa biblioteca personal a la Universidad de Sevilla, donde hoy se conserva.
Fue el autor de una importante obra para la historia de la imprenta, titulada La imprenta en Córdoba (Madrid, Sucesores de Rivadeneyra, 1900, edición facsímil en 2002), premiada por la Biblioteca Nacional de España, y mecenas de “inolvidable memoria, y sevillano bueno y culto" (Antonio Palma Chaguaceda, El historiador Gonzalo Argote de Molina, 1949, p. 5).